# Ezra A. Burrell
Ezra A. Burrell (* 3. November 1867 in Carmi, Illinois; † nach 1916) war ein US-amerikanischer Politiker. Zwischen 1907 und 1909 war er Vizegouverneur des Bundesstaates Idaho.

## Werdegang
Über die Jugend und Schulausbildung von Ezra Burrell ist nichts überliefert. Auch über seinen Werdegang jenseits der Politik gibt es in den Quellen keine Angaben. Er wurde 1867 in Illinois geboren und kam zu einem unbekannten Zeitpunkt nach Idaho, wo er als Mitglied der Republikanischen Partei eine politische Laufbahn einschlug. Dort lebte er in Montpelier. 1906 wurde er an der Seite von Frank Gooding zum Vizegouverneur von Idaho gewählt. Dieses Amt bekleidete er zwischen dem 7. Januar 1907 und dem 4. Januar 1909. Dabei war er Stellvertreter des Gouverneurs und Vorsitzender des Staatssenats.
Im Jahr 1916 war Burrell Ersatzdelegierter zur Republican National Convention. Seit 1902 war er mit Edith F. Speck verheiratet. Das Paar hatte eine im Jahr 1904 geborene Tochter. Nach 1916 verliert sich seine Spur. Er starb zu einem nicht überlieferten Zeitpunkt an einem unbekannten Ort. Beigesetzt wurde er in Blackfoot.